# Bühne (Psychodrama)
Die Bühne im Psychodrama, einer klassischen Form der Psychotherapie, stellt einen wichtigen Bestandteil des psychotherapeutischen Handlungsraums dar. Es handelt sich dabei um jenen strukturierten, klar bestimmten Raum, der dem Protagonisten des psychodramatischen Spiels zur Verfügung gestellt wird, damit dieser frei seine Anliegen entfalten kann.
In der ursprünglichen Form ist die Bühne des Psychodramas, dessen Entstehung wesentlich von der Kultur des Stegreiftheaters im Wien des frühen 20. Jahrhunderts beeinflusst wurde, einer Theaterbühne nachempfunden. Sie muss den handelnden Personen die benötigte Bewegungs- und Handlungsfreiheit ebenso wie Platz für die Aufnahme von Requisiten (oder anderen Gegenständen) bieten. Sie sollte wandelbar sein und unterschiedliche Beleuchtung ermöglichen. Sie muss vom Zuschauerraum abgegrenzt sein und dem Protagonisten eine störungsfreie Entwicklung seiner Szene erlauben.
Sind diese Voraussetzungen gegeben, kann die Bühne des Psychodramas überall sein: Garage, Küche, freies Feld und mehr. Das Beispiel des „freien Feldes“ mag erstaunen, aber auch hier gilt, was mit der Bühne als Metapher generell zum Ausdruck kommt: Der Protagonist erhält ausdrücklich seinen Raum. Er ist es, der seine Wünsche, Phantasien, Probleme darstellt. Die Zuschauer treten zurück – und tun das im buchstäblichen Sinn. Er wird nicht allein gelassen, sondern bekommt seinen Auftritt. Es wird ihm erlaubt, im Hier und Jetzt vorhandenen Raum zu sein und nicht nur zu sein, sondern auch zu agieren. Die Beengungen und Einschränkungen, die seine Lebensgeschichte bestimmten und bestimmen, können in Szene gesetzt werden, um gleichzeitig zu erleben, dass Handlungs- und Bewegungsfreiheit möglich sind, wenn auch zunächst womöglich im Sinne eines zu nichts verpflichtenden Probehandelns. Auf alle Fälle gelingt es ihm somit, aus sich herauszugehen und seiner eigenen Kreativität und Spontaneität zunehmend wieder Raum zu geben – womit schon Vieles gewonnen ist: Denn Kreativität, Spontaneität und Empathie sind laut Moreno die bestimmenden Faktoren psychischer Gesundheit.
Ein zweiter wesentlicher Gesichtspunkt ist allerdings darin zu sehen, dass das Psychodrama – siehe Morenos frühe Theaterexperimente – die Distanz zwischen Bühne und Zuschauerraum überwindet. Wohl bestimmt der Protagonist sein Spiel; er – oder der Spielleiter, falls dieser es für hilfreich erachtet – kann jedoch einzelne, mehrere oder alle Zuschauer auf die Bühne holen, um sie als Mitspieler in meist besonderen Rollen, also wichtigen Funktionen, in das Spiel einzubinden. Somit erhalten auch die Zuschauer die Möglichkeit für ihren Auftritt auf der Bühne, was auch ihnen die Wahrnehmung des eigenen, typischen Rollenverhaltens in einer besonderen Situation erlaubt.